# Освјетимани
Освјетимани (чеш. Osvětimany) је насељено мјесто са административним статусом варошице (чеш. městys) у округу Ухерско Храдиште, у Злинском крају, Чешка Република.

## Становништво
Према подацима о броју становника из 2014. године насеље је имало 850 становника.